# Krševac
Krševac je naseljeno mjesto u općini Kakanj, Federacija Bosne i Hercegovine, BiH.

## Stanovništvo

### 1991.
Nacionalni sastav stanovništva 1991. godine, bio je sljedeći:
ukupno: 462
- Muslimani - 456
- Srbi - 1
- Jugoslaveni - 1
- ostali, neopredijeljeni i nepoznato - 4

### 2013.
Nacionalni sastav stanovništva 2013. godine, bio je sljedeći:
ukupno: 369
- Bošnjaci - 368
- ostali, neopredijeljeni i nepoznato - 1